# Suzanne Duchâtel-Bidault
Pour les articles homonymes, voir Duchatel, Suzanne Bidault et Bidault.
Suzanne Duchâtel-Bidault (née le 16 août 1892 à Mayenne - morte le 1er mars 1979 à Pontivy) est un écrivain français.
Elle appartient à une famille originaire de La Rochelle. Elle est apparentée par sa mère à la famille Féron, qui habitait le château des Vallées. Elle fit ses études au pensionnat Notre-Dame de Mayenne. Elle épouse en 1919, Robert Bidault (1882-1969), notaire à Saint-Malo, ville où elle séjourne environ 25 ans. Après la destruction de cette ville, M. et Mme Bidault viennent à Mayenne, puis à la Rochelle. Veuve en 1969, elle habite ensuite chez une de ses filles à Pluméliau dans le Morbihan.
Femme de lettres, elle est l'auteur de différents ouvrages. "D'inspiration profondément spiritualiste et chrétienne, elle a écrit des ouvrages d'une grande élévation de pensée, qui n'exclut pas l'humour et le souci de la nuance. Une leçon d'espoir et d'énergie émane de sa philosophie, témoigne d'une méditation assidue dans des domaines très divers"[réf. nécessaire].

## Publications
- Le féminisme intellectuel, étude philosophique et scientifique, Mayenne, Imprimerie Floch, 1929.
- Illusions et réalités. Lettres à Sophie, éditions des Heures Nouvelles, 1930.
- Maximes, 1958. Publiées sous le nom de Philalète.
- Le Paradou perdu, Paris, Les éditions du Scorpion, collection Alternance, 1961.
- Des merveilles réelles - Contes et saynètes, 1971.